# IBM 1711
IBM 1711データ変換器（アイビーエム1711データへんかんき、IBM 1711 Data Converter）はIBM 1710のプロセスコントロールコンピュータの一部であった。IBM 1711は、-50mVから+50数mVの間にありIBM 1712マルチプレクサと端末装置からA/D変換を含んだ信号を受理し、IBM 1710のコアメモリに10進4桁で保管された。
また、記憶装置に現在の時間と分を入れることができるリアルタイム時計を再び特色とした。
IBM 1711のコントロールパネルにおいては、コンピュータによって読むことのできるエントリーを手動で切り替える7桁の10進数字の列があり、IBM 1712マルチプレクサーはIBM 1711にも含まれているアドレス回路であった。
IBM 1711のオプション機能に連絡ライセンス、連絡先、アナログ出力は割込み動作し、プロセスの分岐の指標に含まれた。
現在ではこれらすべてが1つのICで快適に適合し3つのセクション、ラック、キャビネットを占領した。